# Justice a la Carte
Justice a la Carte è un cortometraggio muto del 1916 diretto da John S. Robertson.

## Produzione
Il film fu prodotto dalla Vitagraph Company of America.

## Distribuzione
Distribuito dalla General Film Company, il film - un cortometraggio in una bobina - uscì nelle sale cinematografiche statunitensi il 24 novembre 1916.